# Batalla de El Catllar
La batalla de El Catllar en 1641 fue uno de los episodios del Sitio de Tarragona, durante la sublevación de Cataluña.

## Antecedentes
Poco después de la revuelta que supuso el Corpus de Sangre, el ejército de Felipe IV ocupó Tortosa y Tarragona, y el 17 de enero de 1641, ante la alarmante penetración del ejército castellano, Pau Claris, al frente de la Generalidad de Cataluña, proclamó la República Catalana acordando una alianza política y militar con Francia, poniendo Cataluña bajo la obediencia de Luis XIII de Francia. Pocos días después, con la ayuda del ejército francés, la Generalidad obtuvo una importante victoria militar en la batalla de Montjuic del 26 de enero de 1641, y las tropas castellanas se retiraban a Tarragona.
El 4 de mayo de 1641, el grupo francés de Henri d'Escoubleau de Sourdis se presentó delante de Tarragona e inició el bloqueo de la ciudad con las tropas de tierra de Philippe de La Mothe-Houdancourt. Durante los meses de mayo y junio, se luchó en los alrededores de Tarragona; el Fuerte de Salou cayó en poder de los franceses el 9 de mayo y batalla de Constantí se libró el 13 de mayo.

## La batalla
El 10 de junio de 1641, la caballería franco-catalana, junto con los migueletes de Josep Margarit i de Biure, rodearon los 1000 soldados de infantería y 600 de caballería españoles, que habían salido de Tarragona con el fin de recoger forraje, provocando que de la ciudad saliera una columna de infantería para socorrer a los rodeados y cubrir su retirada.

## Consecuencias
A consecuencia de esto, los españoles no hicieron más salidas de Tarragona para forrajear.
Finalmente, los españoles levantaron una nueva escuadra y comandados por García Álvarez de Toledo y Mendoza finalmente levantaron el asedio de Tarragona. La presencia de la flota francesa en Barcelona impidió que los refuerzos españoles y las provisiones llegaran al norte del Principado, cosa que facilitó la ocupación francesa de las villas y fortalezas que todavía quedaban en manos castellanas (Perpiñán y Rosas).